# Casulo

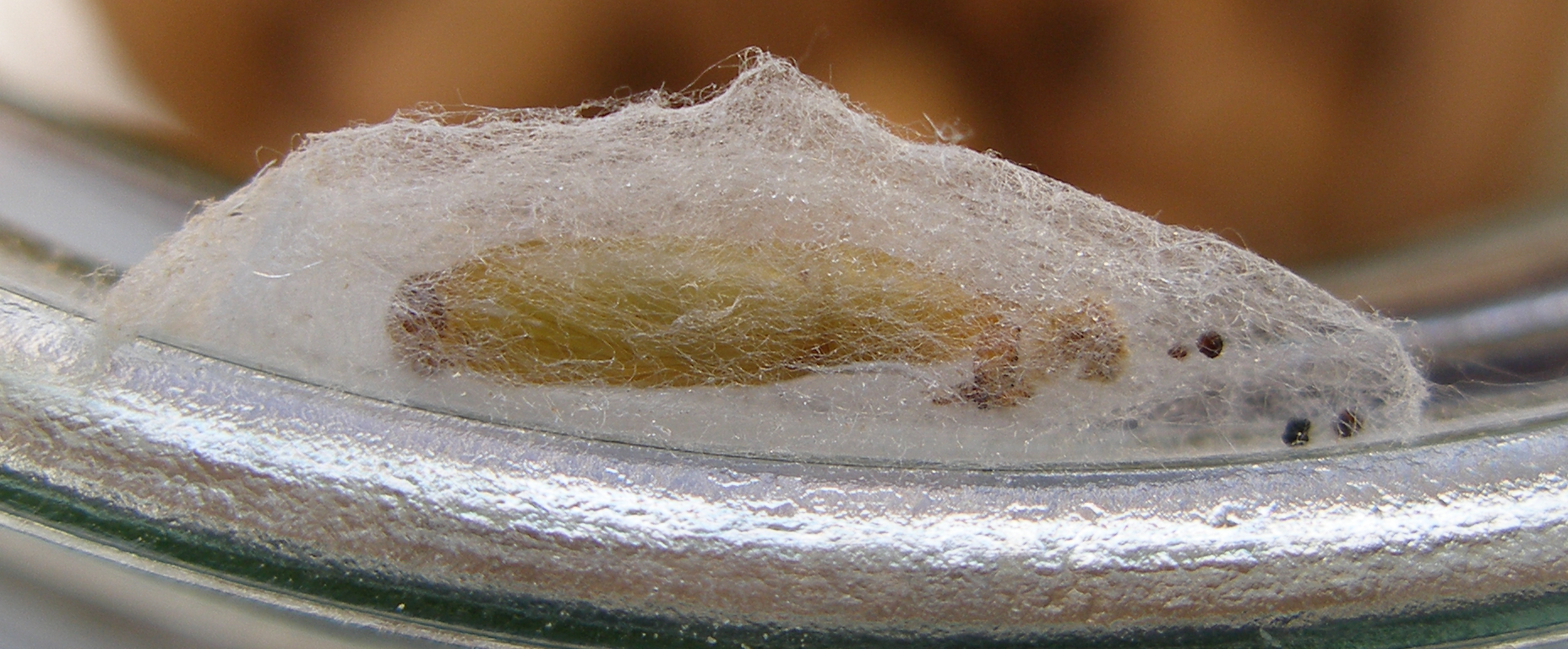

O casulo, que não equivale à crisálida, é um invólucro constituído por um material parecido com a seda construído por lagartas e algumas larvas de insetos.